# Won Ji-an
Won Ji-an (eigentlich Kim In-sun koreanisch 김인선; * 17. August 1999 in Bucheon) ist eine südkoreanische Schauspielerin.

## Leben
Won Ji-an studierte Schauspiel an der Korea National University of Arts in Seoul. Sie gab ihr Debüt 2021 mit einer kleinen Nebenrolle als Mun Yeong-ok in der Netflix-Serie D.P., für die sie bei den Director’s Cut Awards 2022 in der Kategorie Best New Actress nominiert wurde. 2023 kehrte sie für die zweite Staffel als Cameo-Auftritt kurzzeitig in die Serie zurück. Ihr Leinwanddebüt folgte ebenfalls 2021 mit dem Liebesfilm A Year-End Medley.
Größere Bekanntheit erlangte Won Ji-an 2022 durch ihre Rolle der Ha Joon-kyung in der Fernsehserie If You Wish Upon Me, für die sie eine Nominierung als beste Nebendarstellerin bei den KBS Drama Awards und eine Auszeichnung als Best Rookie Actress bei den Korea First Brand Awards erhielt. 2023 spielte Won Ji-an ihre erste Hauptrolle in der 16 Folgen langen Fantasyserie Heartbeat.
Im Juni 2023 wurde Won Ji-an als Teil der Besetzung für die zweite Staffel der Erfolgsserie Squid Game bekannt gegeben.

## Filmografie (Auswahl)
- 2021/2023: D.P. (Dipi; Fernsehserie, zwei Folgen)
- 2021: A Year-End Medley (Haepi Nyu Ieo)
- 2022: If You Wish Upon Me (Dangsin-ui Sowon-eul Malha-myeon; Fernsehserie, 16 Folgen)
- 2023: Heartbeat (Gaseum-i ttwinda; Fernsehserie, 16 Folgen)
- 2024: Squid Game (O-jing-eo Ge-im; Fernsehserie, 7 Folgen)
- 2025: Tempest (Buk-geuk-seong; Fernsehserie, 9 Folgen)